# سمنتا بارکس
سمنتا بارکس (انگلیسی: Samantha Barks؛ زاده ۲ اکتبر ۱۹۹۰) یک هنرپیشه اهل است. وی از سال ۲۰۰۸ میلادی تاکنون مشغول فعالیت بوده‌است.
از فیلم‌ها یا برنامه‌های تلویزیونی که وی در آن نقش داشته است می‌توان به بی‌نوایان اشاره کرد.